# Tramonto (film 1934)
Tramonto (Sisters Under the Skin) è un film del 1934, diretto da David Burton.